# Nano Today
Nano Today ist eine wissenschaftliche Fachzeitschrift, die vom Elsevier-Verlag veröffentlicht wird. Die Zeitschrift erscheint mit sechs Ausgaben im Jahr. Es werden Artikel veröffentlicht, die sich mit allen Aspekten der Nanowissenschaft und Nanotechnologie beschäftigen.
Der Impact Factor lag im Jahr 2020 bei 20,722. Nach der Statistik des Web of Science wird das Journal mit diesem Impact Factor in der Kategorie multidisziplinäre Chemie an elfter Stelle von 178 Zeitschriften, in der Kategorie multidisziplinäre Materialwissenschaft an 13. Stelle von 338 Zeitschriften und in der Kategorie Nanowissenschaft & Nanotechnologie an fünfter Stelle von 106 Zeitschriften geführt.